# Nowy kolor (singel)
Nowy kolor – pierwszy singel polskiego rapera Otsochodzi, promujący album o tym samym tytule, Nowy kolor. Gościnnie wystąpił Taco Hemingway. Wydawnictwo, w formie digital download ukazało się 9 sierpnia 2017 roku nakładem Asfalt Records.
Utwór wyprodukowany przez Michała Graczyka oraz 2K. Kompozycja była promowana teledyskiem, za reżyserię dopowiada studio Grajper.
W lutym 2021 nagranie uzyskało certyfikat diamentowej płyty za sprzedaż ponad 100 000 kopii.

## Nagrody
| Rok  | Kategoria                           | Nagroda        | Rezultat  |
| ---- | ----------------------------------- | -------------- | --------- |
| 2018 | 10 najlepszych polskich singli      | Newonce        | Wygrana   |
| 2018 | Top 5 Singli                        | Glam Rap       | Wygrana   |
| 2018 | Najlepszy hiphopowy teledysk        | Interia Muzyka | Wygrana   |
| 2019 | Przebój roku (nagroda publiczności) | Fryderyki 2019 | Nominacja |

## Lista utworów
Opracowano na podstawie materiału źródłowego.
1. „Nowy kolor” (gościnnie Taco Hemingway) - 3:17

## Notowania

### Listy przebojów
| Autor        | Notowanie       | Najwyższa pozycja |
| ------------ | --------------- | ----------------- |
| Radio Poznań | Lista przebojów | 4                 |

### Pozycja roczna (2017)
| Autor        | Notowanie       | Najwyższa pozycja |
| ------------ | --------------- | ----------------- |
| Radio Poznań | Lista przebojów | 44                |